# XA-39 (航空機)
XA-39は、第二次世界大戦中にアメリカ陸軍向けに新興飛行機メーカーのカイザー・フリートウィングス社が計画した攻撃機である。

## 概要
第二次大戦末期、攻撃機の主流は複座型から単座型に移行していた。カイザー社も単発単座の2000馬力級エンジン装備の機体を計画し、陸軍に提示した。重量は7,320Kg、使用エンジンはP&W.R-2800-27である。最大速度575Kmを予定し、武装として37mm機関砲×2門と12.7mm機関銃×4丁を搭載する計画であったが、モックアップ段階以前にキャンセルとなった。